# Баденский диспут

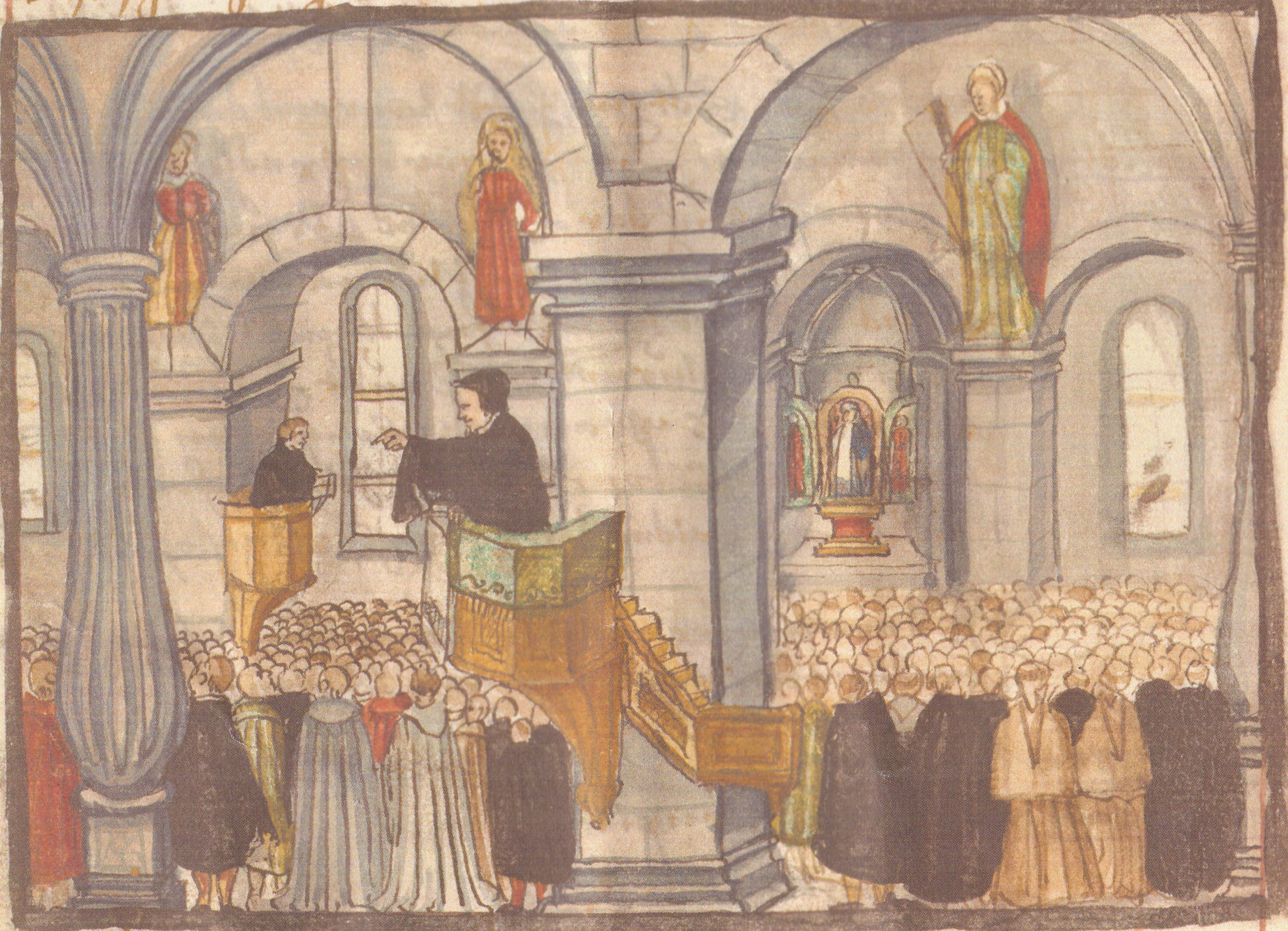
Иоганн Экк и Иоганн Эколампад на Баденском диспуте (изображение из Хроники Реформации Генриха Буллингера)

Баденский диспут (нем. Badener Disputation) — теологическая дискуссия между представителями Римско-католической церкви, с одной стороны, и сторонниками Реформации — с другой, состоявшаяся с 19 мая по 8 июня 1526 года в городской церкви города Баден в современной Швейцарии. Одно из ключевых событий Реформации в Швейцарии.
Организованная с согласия констанцского епископа и переходного австрийского правительства Вюртемберга, она была попыткой тогда ещё в значительной степени католических членов Швейцарского союза сохранить религиозное единство страны и заставить молчать Ульриха Цвингли. Баден при этом был выбран местом проведения диспута как место собрания членов Швейцарского союза (нем. Tagsatzung), где решались вопросы общей политики.
По плану, принять участие в первой за пределами Цюриха подобной дискуссии должны были Иоганн Экк, Иоганн Фабри и Томас Мурнер — с католической стороны, и Ульрих Цвингли — как представитель нового вероисповедания. Цвингли, однако, несмотря на данные ему гарантии личной неприкосновенности, отказался приехать в Баден, так что его точку зрения, в конечном итоге, представляли Иоганн Эколампадий и Берхтольд Халлер (нем. Berchtold Haller) — реформатор Берна.
Ход дискуссии и соблюдение её правил определяли четыре председателя, среди которых были ректор Базельского университета и аббат монастыря Энгельберг, изначально явно симпатизировавшие католическому учению. Сама дискуссия проходила на немецком языке, что типично для цвинглианской реформы, и представляет собой одно из главных отличий от прочих учёных диспутов эпохи Реформации, например, от Лейпцигского диспута.
По окончании спора, на удивление хорошо документированного благодаря участию официально утверждённых четырёх писцов (с одновременным запретом вести записи для слушателей), девять кантонов сохранили верность католицизму, четыре — решили в пользу цвинглианской реформы. Тем самым религиозная изоляция Цюриха была прервана. С другой стороны, отсутствие единого решения проблемы вероисповедания наложило отпечаток на всю последовавшую историю Швейцарии, для которой и по сей день типично многообразие религиозных и общественных форм.
В настоящее время четыре протокола Баденского диспута хранятся в Центральной библиотеке Цюриха, два — в Государственном архиве Люцерна.

## Издания протоколов диспута
- Caussa Helvetica orthodoxae fidei. Disputatio Helvetiorum in Baden superiori. Hrsg. von Thomas Murner. Luzern 1528. Текст онлайн
- Die Badener Disputation von 1526. Kommentierte Edition des Protokolls. Hrsg. von Alfred Schindler und Wolfram Schneider-Lastin, unter Mitarbeit von Ruth Jörg, Detlef Roth und Richard Wetzel. Mit einer historischen Einleitung von Martin H. Jung. Zürich, TVZ, 2015.